# Abra longicallus
Abra longicallus är en musselart som först beskrevs av Scacchi 1834.  Abra longicallus ingår i släktet Abra, och familjen Semelidae. Arten är reproducerande i Sverige.